# 工藤牧子
工藤 牧子（くどう まきこ、1958年5月21日 - ）は、日本のフリーアナウンサー。元ミヤギテレビアナウンサー。旧姓：加賀谷。イベントの司会を幅広く行なっている。

## 来歴・人物
秋田県秋田市出身。大学生時代は国文学専攻。
趣味は映画鑑賞、ジャズ（ジャズコンサート）。

## 出演番組
- ABSラジオ『ラジオ快晴GO!GO!のマキ』（パーソナリティ）
- ミヤギテレビ『ズームイン!!朝!』（宮城担当）
- ABSラジオ『ごくじょうラジオ』（金曜日中継リポーター）
- その他、ABSラジオの様々なワイド番組の中継リポーターを歴任